# Cheppy
Cheppy település Franciaországban, Meuse megyében. Lakosainak száma 155 fő (2022. január 1.). Cheppy Avocourt, Boureuilles, Charpentry, Varennes-en-Argonne, Vauquois és Véry községekkel határos.

## Népesség
A település népességének változása:
| Lakosok száma | 179  | 152  | 141  | 128  | 116  | 136  | 149  | 156  | 155  | 155  |
|               | 1968 | 1982 | 1990 | 2006 | 2013 | 2015 | 2017 | 2019 | 2020 | 2022 |